# Церово (Ражањ)
Церово је насеље у Србији у општини Ражањ у Нишавском округу. Према попису из 2022. било је 27 становника (према попису из 1991. било је 91 становника).

## Демографија
У насељу Церово живи 62 пунолетна становника, а просечна старост становништва износи 59,6 година (59,8 код мушкараца и 59,4 код жена). У насељу има 30 домаћинстава, а просечан број чланова по домаћинству је 2,20.
Ово насеље је великим делом насељено Србима (према попису из 2002. године).
|  |

| Демографија | Демографија | Демографија |
| Година      | Становника  | Становника  |
| ----------- | ----------- | ----------- |
| 1948.       | 210         |             |
| 1953.       | 191         |             |
| 1961.       | 165         |             |
| 1971.       | 157         |             |
| 1981.       | 119         |             |
| 1991.       | 91          | 88          |
| 2002.       | 66          | 68          |

| Етнички састав према попису из 2002.‍ | Етнички састав према попису из 2002.‍ | Етнички састав према попису из 2002.‍ | Етнички састав према попису из 2002.‍ | Етнички састав према попису из 2002.‍ |
| ------------------------------------ | ------------------------------------ | ------------------------------------ | ------------------------------------ | ------------------------------------ |
|                                      |                                      |                                      |                                      |                                      |
| Срби                                 | Срби                                 |                                      | 64                                   | 96,96%                               |
| Словенци                             | Словенци                             |                                      | 1                                    | 1,51%                                |
| непознато                            | непознато                            |                                      | 1                                    | 1,51%                                |

| Година пописа     | 1948. | 1953. | 1961. | 1971. | 1981. | 1991. | 2002. |
| ----------------- | ----- | ----- | ----- | ----- | ----- | ----- | ----- |
| Број домаћинстава | 39    | 40    | 40    | 40    | 37    | 33    | 30    |

| Број чланова      | 1  | 2  | 3 | 4 | 5 | 6 | 7 | 8 | 9 | 10 и више | Просек |
| ----------------- | -- | -- | - | - | - | - | - | - | - | --------- | ------ |
| Број домаћинстава | 10 | 13 | 3 | 2 | 1 | 0 | 0 | 1 | 0 | 0         | 2,20   |

| Пол    | Укупно | Неожењен/Неудата | Ожењен/Удата | Удовац/Удовица | Разведен/Разведена | Непознато |
| ------ | ------ | ---------------- | ------------ | -------------- | ------------------ | --------- |
| Мушки  | 26     | 2                | 20           | 4              | 0                  | 0         |
| Женски | 36     | 1                | 19           | 15             | 1                  | 0         |
| УКУПНО | 62     | 3                | 39           | 19             | 1                  | 0         |

| Пол    | Укупно                    | Пољопривреда, лов и шумарство | Рибарство                            | Вађење руде и камена | Прерађивачка индустрија       |
| ------ | ------------------------- | ----------------------------- | ------------------------------------ | -------------------- | ----------------------------- |
| Мушки  | 7                         | 3                             | 0                                    | 0                    | 0                             |
| Женски | 7                         | 5                             | 0                                    | 0                    | 0                             |
| УКУПНО | 14                        | 8                             | 0                                    | 0                    | 0                             |
| Пол    | Производња и снабдевање   | Грађевинарство                | Трговина                             | Хотели и ресторани   | Саобраћај, складиштење и везе |
| Мушки  | 0                         | 0                             | 1                                    | 0                    | 2                             |
| Женски | 0                         | 0                             | 1                                    | 0                    | 0                             |
| УКУПНО | 0                         | 0                             | 2                                    | 0                    | 2                             |
| Пол    | Финансијско посредовање   | Некретнине                    | Државна управа и одбрана             | Образовање           | Здравствени и социјални рад   |
| Мушки  | 0                         | 0                             | 0                                    | 0                    | 0                             |
| Женски | 0                         | 0                             | 0                                    | 0                    | 0                             |
| УКУПНО | 0                         | 0                             | 0                                    | 0                    | 0                             |
| Пол    | Остале услужне активности | Приватна домаћинства          | Екстериторијалне организације и тела | Непознато            | Непознато                     |
| Мушки  | 0                         | 0                             | 0                                    | 1                    | 1                             |
| Женски | 0                         | 0                             | 0                                    | 1                    | 1                             |
| УКУПНО | 0                         | 0                             | 0                                    | 2                    | 2                             |